# Mistrzostwa Świata w Saneczkarstwie 1990
Mistrzostwa Świata w Saneczkarstwie 1990 – 25. edycja mistrzostw świata w saneczkarstwie, rozegrana w 1990 roku w kanadyjskim Calgary. Rozegrane zostały cztery konkurencje: jedynki kobiet, jedynki mężczyzn, dwójki mężczyzn oraz zawody drużynowe. W tabeli medalowej najlepsza była Niemiecka Republika Demokratyczna.

## Wyniki

### Jedynki kobiet
| Medal  | Zawodniczka       | Państwo | Czas | Strata |
| ------ | ----------------- | ------- | ---- | ------ |
| złoto  | Gabriele Kohlisch | NRD     |      |        |
| srebro | Julija Antipowa   | ZSRR    |      |        |
| brąz   | Jana Bode         | RFN     |      |        |

### Jedynki mężczyzn
| Medal  | Zawodnik     | Państwo | Czas | Strata |
| ------ | ------------ | ------- | ---- | ------ |
| złoto  | Georg Hackl  | RFN     |      |        |
| srebro | Markus Prock | Austria |      |        |
| brąz   | Jens Müller  | NRD     |      |        |

### Dwójki mężczyzn
| Medal  | Zawodnicy                      | Państwo | Czas | Strata |
| ------ | ------------------------------ | ------- | ---- | ------ |
| złoto  | Hansjörg Raffl, Norbert Huber  | Włochy  |      |        |
| srebro | Kurt Brugger, Wilfried Huber   | Włochy  |      |        |
| brąz   | Jörg Hoffmann, Jochen Pietzsch | NRD     |      |        |

### Drużynowe
| Medal  | Zawodnicy                                                                                                  | Państwo | Czas | Strata |
| ------ | --- | ------- | ---- | ------ |
| złoto  | Jens Müller, Thomas Jacob, Gabriele Kohlisch, Susi Erdmann, Jörg Hoffmann, Jochen Pietzsch                 | NRD     |      |        |
| srebro | Arnold Huber, Norbert Huber, Nadia Prinoth, Gerda Weissensteiner, Hansjörg Raffl                           | Włochy  |      |        |
| brąz   | Siergiej Danilin, Andriej Rochiłow, Julija Antipowa, Natalija Jakuszenko, Igor Łobanow, Giennadij Bielakow | ZSRR    |      |        |

## Klasyfikacja medalowa
| Miejsce | Państwo | złoto | srebro | brąz | Razem |
| ------- | ------- | ----- | ------ | ---- | ----- |
| 1.      | NRD     | 2     | 0      | 2    | 4     |
| 2.      | Włochy  | 1     | 2      | 0    | 3     |
| 3.      | RFN     | 1     | 0      | 1    | 2     |
| 4.      | ZSRR    | 0     | 1      | 1    | 2     |
| 5.      | Austria | 0     | 1      | 0    | 1     |